# Dziurawa Skała (Karkonosze)
Dziurawa Skała (niem. Hohle Stein, 470 m n.p.m.)  – grupa skalna w Karkonoszach.
Granitowa grupa skalna położona na brzegu rzeki Podgórna na granicy miejscowości Podgórzyn Górny i Przesieka.